# Muzeul Național de Artă, Arhitectură și Design
Muzeul Național de Artă, Arhitectură și Design (Norvegiană: Nasjonalmuseet for kunst, arkitektur og design) din Oslo este muzeul național de artă al Norvegiei.
A fost deschis pe 1 iulie 2003 prin unirea Muzeului Norvegian de Arhitectură, Muzeului Norvegian de Arte Decorative și Design, Muzeului Norvegian de Artă Contemporană, Galeriei Naționale din Norvegia și Expoziției Naționale de Turism. În 2022 a fost inaugurată clădirea nouă.
Directorii muzeului au fost Sune Nordgren (2003–2006), Anne Kjellberg (2006–2007), Allis Helleland (2007–2008), Ingar Pettersen (2008–2009), Audun Eckhoff (2009–2017) și Karin Hindsbo (2017–prezent). Președinții au fost Christian Bjelland (2002–2008) și Svein Aaser (2008–prezent).
Printre colecțiile sale se poate găsi și una dintre versiunile picturii Țipătul, de Edvard Munch.

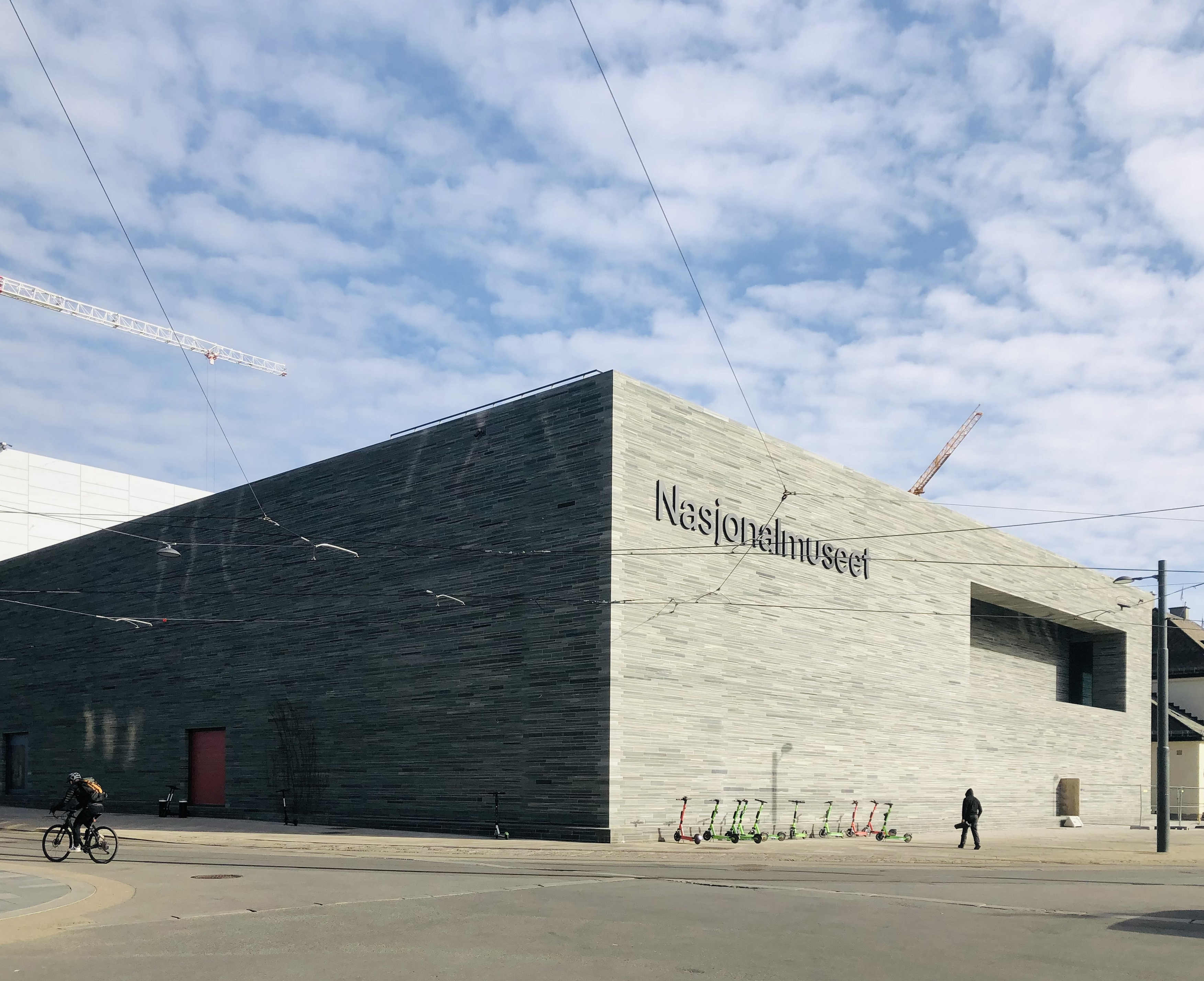
Clădirea nouă în 2021
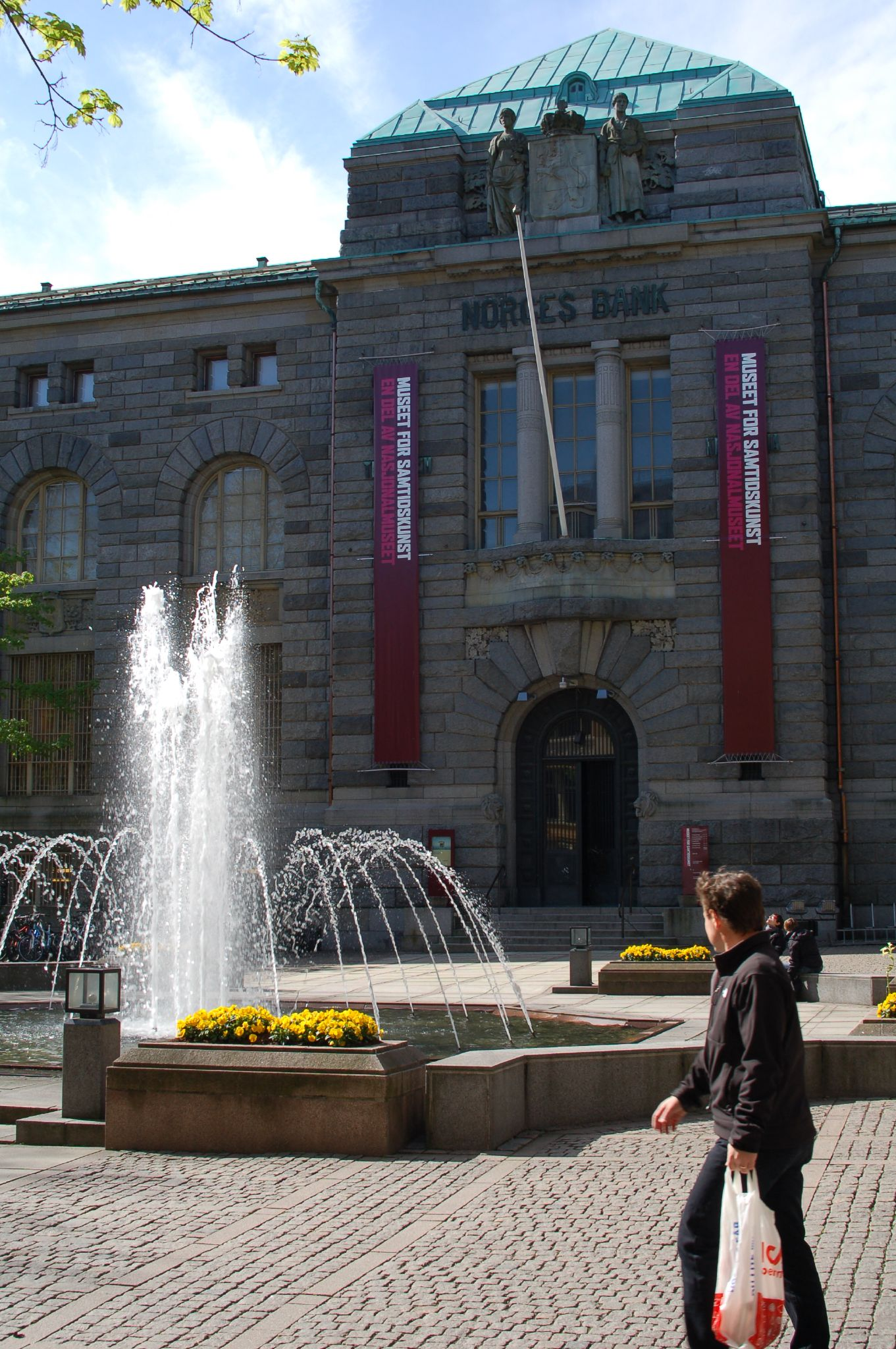
Muzeul de Artă Contemporană în 2007
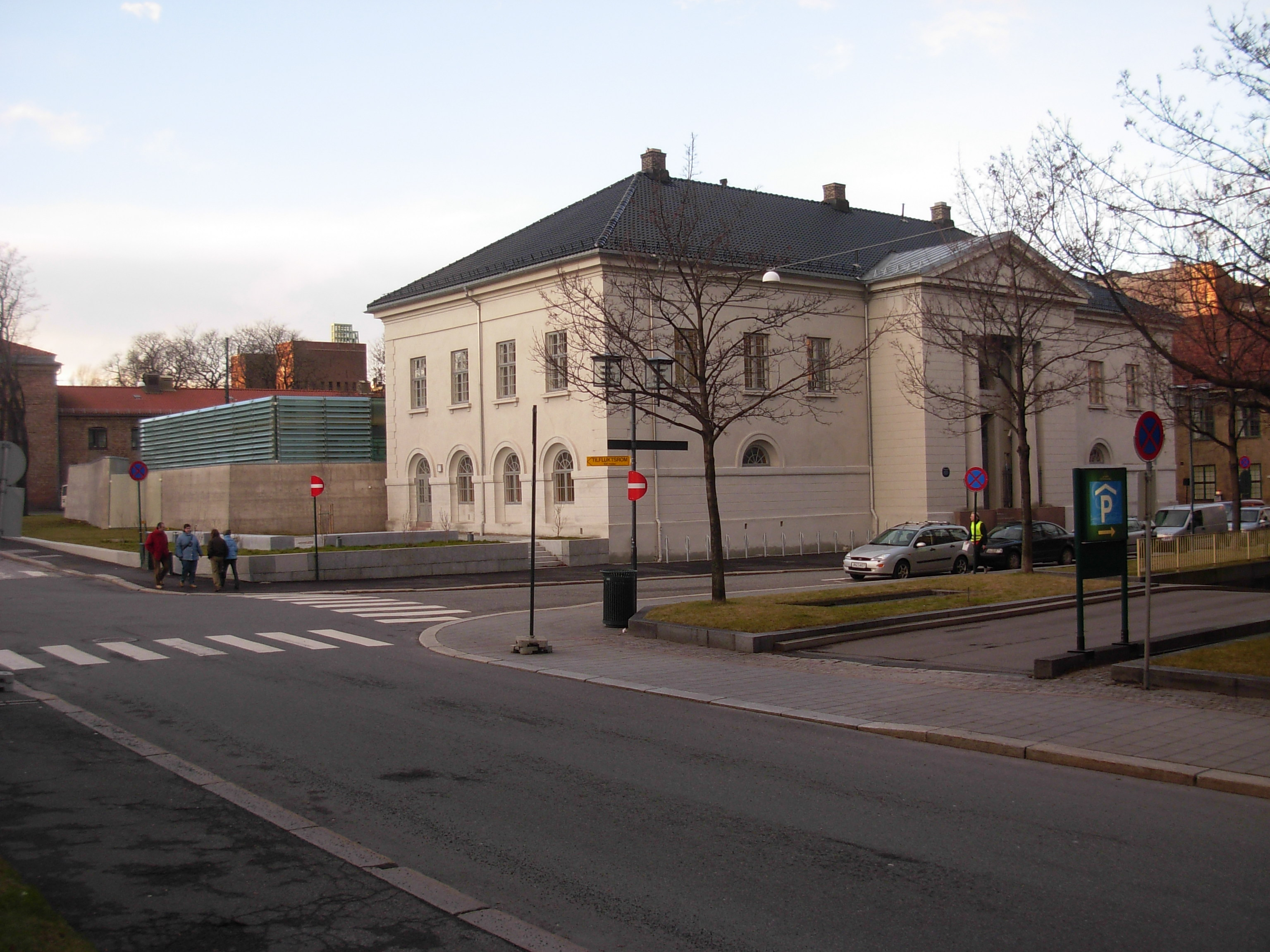
Muzeul Norvegian de Arhitectură în 2008
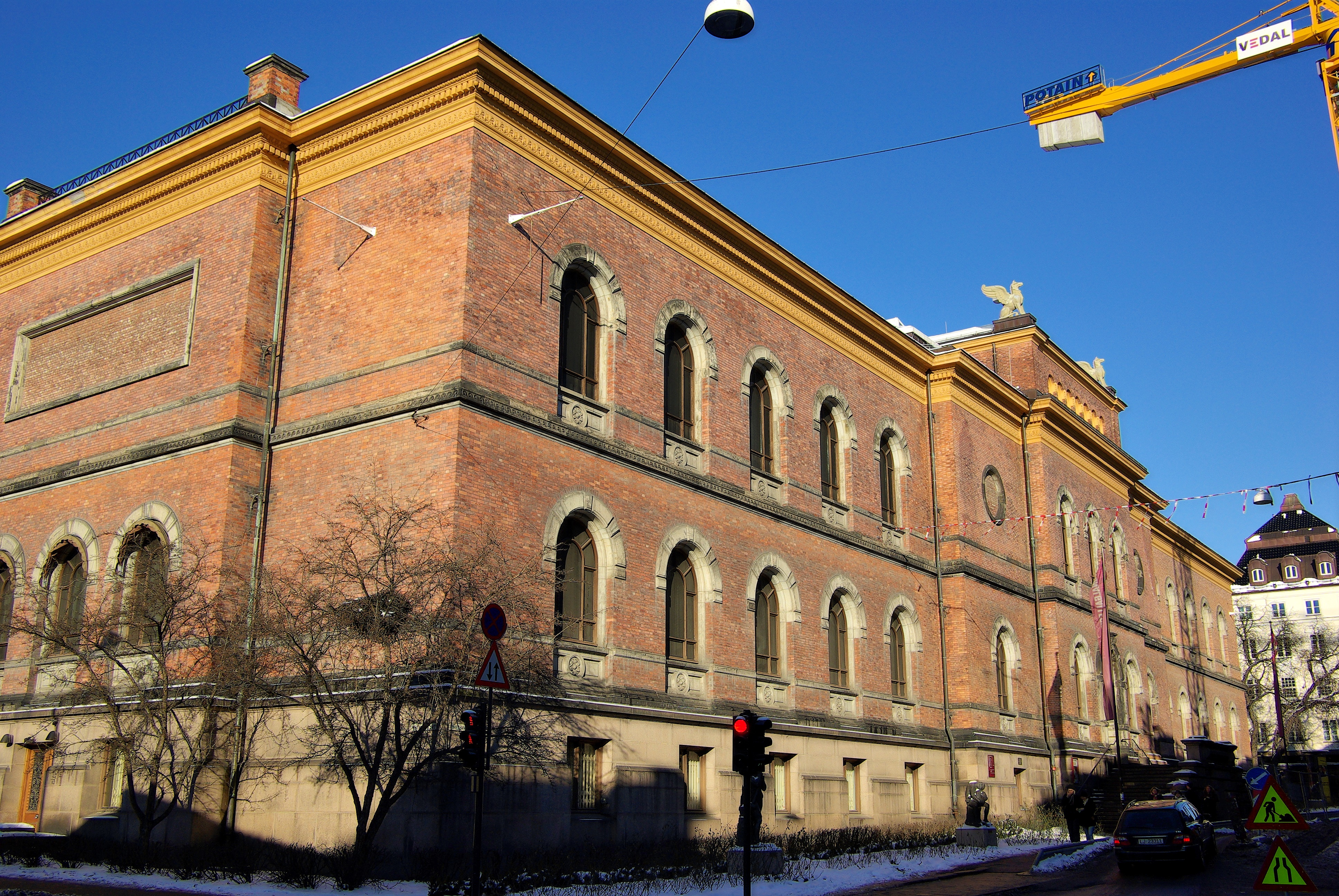
Galeria Națională în 2007